# Atopsyche taina
Atopsyche taina är en nattsländeart som beskrevs av Oliver S. Flint Jr. 1974. Atopsyche taina ingår i släktet Atopsyche och familjen Hydrobiosidae. Inga underarter finns listade i Catalogue of Life.